# Cube World
Cube World é um jogo de RPG eletrônico de mundo aberto da empresa Picroma para Microsoft Windows. Wolfram von Funck iniciou o desenvolvimento do jogo em Junho de 2011, e mais tarde começou a receber ajuda de sua esposa Sara von Funck. Uma versão alfa do jogo foi lançada em 02 de Julho de 2013. O jogo não recebeu novas atualizações desde Julho de 2013, e teve suas vendas desabilitadas pela equipe da Picroma em Julho de 2015. A falta de comunicação dos desenvolvedores sobre o estado atual do jogo alimentou especulações sobre o futuro do jogo.

## Gameplay
No Cube World, o jogador explora um mundo massivo no estilo voxel e gerado de forma processual. Neste mundo cavernas são geradas aleatoriamente, incluindo cavernas no subsolo de castelos, e diversos biomas separados incluindo planícies, tundras, desertos e oceanos. Os jogadores podem usar itens como asa delta e barcos para atravessar o mundo de forma rápida.
Os jogadores podem criar múltiplos personagens, e o processo de criação de personagem exige que o jogador escolha inicialmente sua raça e sexo e então faça a customização da aparência física do personagem. Então, o jogador escolhe entre quatro classes: guerreiro, ladino, ranger ou mago. O mundo é então povoado com monstros e criaturas que podem ser mortos em troca de experiência, o que resulta no incremento de estatísticas e habilidades, permitindo aos jogadores escolher especializações que melhor atendam ao estilo de jogo do jogador. Estas especializações incluem as de guerreiro que permitem ao jogador focar em habilidades de dano ou defensivas, ou em magos obterem foco em dano ou habilidades de cura. Jogadores também podem domar animais como ovelhas, tartarugas, para adquirir ajuda em combate ou servir de montaria acelerando o processo de transporte.
A criação de itens faz parte do jogo; e permite aos jogadores criar comidas, poções, armas, armaduras e adicionar voxels aos seis itens existentes para que o jogador crie itens com características visuais personalizadas.

## Detalhes do Jogo

### Lançamento Alfa
Quando Cube World ficou disponível para compra em sua versão alfa, em 02 de Julho de 2013, Wolfram von Funck anunciou que novos registros estavam temporariamente desabilitados devido a grande carga em seus servidores. Apesar de achar que o problema era inicialmente devido a quantidade de jogadores comprando o jogo, Wolfram descobriu mais tarde que o problema foi um Ataque de negação de serviço em seus servidores, afirmando que "Parece que alguém está tentando danificar sistematicamente nossos negócios... Os atacantes obviamente querem prevenir as vendas do nosso jogo". Os desenvolvedores admitiram que foram soterrados pelos ataques, afirmando que "Sendo um time pequeno (eu e minha esposa), não esperávamos coisas deste tipo".
Seguindo o lançamento inicial, Cube World recebeu apenas uma atualização. Após três meses sem atualizações ou contatos dos desenvolvedores, muitos jogadores começaram a expressar preocupação quanto ao desenvolvimento do jogo. Em Outubro de 2013, Wolfram confirmou que o jogo ainda estava em desenvolvimento, e que uma nova atualização apareceria "logo logo". A nova atualização estava prevista para Julho de 2014, mas nunca foi lançada.
Em Julho de 2015, após um ano de silêncio dos desenvolvedores, o blog de jogos Kotaku reportou que Wolfram ainda estava trabalhando no desenvolvimento do jogo. Apesar da falta de informação sobre o estado do desenvolvimento do jogo, Wolfram foi citado dizendo "Não estou postando ‘hey, ainda estamos aqui’ porque isto é acima de qualquer questionamento - Cube World é um projeto do qual sou apaixonado e vou trabalhar nele até que esteja finalizado.".
Atualizações dos desenvolvedores foram liberadas paulatinamente desde então, com pequenos períodos de atividade pesada, e o jogo em si ainda não recebeu atualizações públicas desde Julho de 2013.

### Desenvolvimento
Wolfram von Funk(wol_lay) anunciou o início do desenvolvimento do Cube World em Junho de 2011, descrevendo o jogo como um "Jogo 3D baseado em Voxel com foco em exploração com elementos de RPG" e fazendo referência a jogos como The Legend of Zelda, Secret of Mana, Diablo, e World of Warcraft como fontes de inspiração para seu trabalho. Sarah von Funck, esposa de Wolfram, começou mais tarde a contribuir com a criação dos sprites do jogo e auxiliar na implementação e criação de novos conteúdos.
Em Janeiro de 2012, foi reportado que a Mojang, empresa criadora do Minecraft contratou Wolfram para ajudar e apoiar o seu desenvolvimento do Cube World; contudo, esta afirmação foi desmentida. Em Julho de 2014, os desenvolvedores exibiram um novo sistema de missões para o jogo, que direciona o foco do jogador para a exploração.
Em Setembro de 2019, Wollay postou em seu blog pessoal as razões do adiamento do lançamento do jogo, e dentre elas estão a depresão e crises de ansiedade que o desenvolvedor sofreu após os ataques de negação de serviço sofridos em seu servidor. Segundo ele, Cube World é um projeto da sua infância e este ataque junto com a repercusão da comunidade ante ao projeto não acabado fez com que ele quisesse disponibilizar o jogo apenas quando achasse que estava com a qualidade de produto final. Esta também foi a razão pela qual o desenvolvedor resolveu disponibilizar o jogo na Steam.
Funck tem usado seu Twitter como ferramenta para noticiar os detalhes mais importantes do desenvolvimento, que são seguidos por longos períodos de silêncio(cerca de um ano entre postagens), e durante estes períodos, posta vídeos e imagens que destacam novas funcionalidades na sua versão de desenvolvimento do jogos. A tabela abaixo compila as funcionalidades esperadas para a próxima versão do Cube World, baseada nas informações de texto e capturas de telas postadas pelo usuário @wol_lay:
| Data da Postagem       | Funcionalidades esperadas |
| ---------------------- | --- |
| Setembro de 2019       | - Wol_lay anuncia que o jogo estará disponível na plataforma Steam provavelmente em Setembro ou Outubro de 2019. Donos de chaves da versão alfa receberão chaves de ativação da Steam - Sistema de navegação de viagens rápidas permite que o jogador retome rapidamente áreas já exploraras em outras sessões - Site oficial do jogo foi anunciado. - Diversas funcionalidades e correções implementadas - Data de 23 de Setembro foi escolhida para o Beta, acessível por aqueles que haviam comprado a primeira versão pré-Steam do jogo. Data de 30 de setembro foi confirmada para o lançamento final do jogo. - Mais correções foram implementadas durante a semana do Beta com base no retorno dado por jogadores. |
| Agosto de 2019         | - Nova tela de abertura e título do jogo. Cor do logo alterada para uma mescla de amarelo e laranja e o logo não mais contém o símbolo de versão alfa - Wol_lay altera a imagem de exibição de fundo da sua conta do twitter para o novo logo exibido na tela de abertura - Novo vídeo no Youtube oficial do jogo contém 16 minutos de gameplay com a classe mago, exibindo uma compilação das funcionalidades previamente postadas pelo desenvolvedor |
| 03 de Julho de 2019    | - Pontos amarelos no mapa denotam a localização de artefatos, e estes, farão parte dos objetivos principais do jogo - Novas receitas de alquimia e cozinha - Dinâmicas de invasão(invasões de toupeiras nas colinas, e da torre do mago por forças de combate) - Blocos de construções flutuantes - Vulcões no bioma de terra árida |
| 26 de Janeiro de 2019  | - NPC de venda e compra de gemas, para aqueles que não possuem sorte em encontrá-las - A ativação em santuários é necessária para que um ponto de respawn seja estabelecido - Mestres de voo foram adicionados em cada vila, facilitando o transporte entre elas. Quanto mais longa a distância, maior o preço |
| 02 de Julho de 2017    | - Artefatos são itens que criam uma dinâmica nova e diferenciada no jogo - Cidades possuirão distritos, que podem ser distinguidos no minimapa através da sua coloração - Grandes cidades sendo redesenhadas para que tenham a magnitude de uma metrópole - Mapas das masmorras sendo exploradas |
| 01 de Abril de 2017    | - Diversas melhorias no bioma de neve e riachos - Novo motor otimizado para 64bits |
| 25 de Novembro de 2016 | - Melhorias diversas na parte de mapas, exploração do mundo e sistema de missões |
| 12 de Agosto de 2016   | - Masmorras maiores e mais variadas |
| 14 de Maio de 2016     | - Remoção das moedas de platina |
| Abril de 2016          | - Novas armadilhas nas masmorras - Novas mecânicas para o Steel Empire - Novas músicas e sons para diversos biomas - Habilidade "Shadow Shooter" para a especialização Sniper - Novos tipos de missões e elementos internos a estas - Habilidades de interceptar shurikens para a especialização Ninja - Melhorias na mecânica da asa delta - Habilidade nova do mago de fogo - Habilidade de areia movediça para a especialização Scout - Diversas outras habilidades e clipes de demonstração do jogo |

### Versão final

#### Recepção
Apesar da hype gerada pelo período de espera dos jogadores para o lançamento final do jogo, algumas mudanças de paradigma do Cube World fizeram com que este não tivesse uma recepção muito amistosa em sua página da Steam, com o total de 43% dos votos positivos e o restante negativo na sua primeira semana.
Alguns dos aspectos chave do jogo foram modificados:
- O nível do personagem não é mais adquirido ao matar monstros. O jogador precisa explorar o mapa e adquirir artefatos para aumentar seu nível de personagem. Tais artefatos apenas modificam habilidades básicas como velocidade de escalada, de navegação, de flutuação com a asa-delta e raio de iluminação da lamparina.
- A força do personagem é definida pela qualidade dos itens vestidos.
- Os itens são atrelados a região sendo explorada. Ao trocar de região, os itens são automaticamente rebaixados para a qualidade de item mais simples possível. A exceção são os itens com um sinal de + no final do nome.
- Itens e monstros não possuem mais níveis e sim raridades de 1 a 5 estrelas. Cabe ao jogador decidir se deve ou não confrontar determinado monstro baseado no quão equipado seu personagem está na região de jogo atual.
- As duas profissões de cada classe básica podem ser alteradas a qualquer momento falando com um NPC específico de cada cidade, no símbolo de uma coroa no minimapa.
- As habilidades de classe não dependem mais de pontos adquiridos através de níveis de progressão por experiência e são estáticas, fazendo do Cube World um jogo com temática mais de exploração que de RPG.

## Plataformas
Segundo o site oficial do Cube World, apesar do jogo só possuir suporte para o Microsoft Windows, está no radar dos desenvolvedores criar o suporte para a plataforma macOS e Console de jogos eletrônicos diversos.